# غورني 8
غورني 8 عبارة عن شقة سكنية مكونة من 38 طابقًا في جورج تاون ضمن ولاية بينانج الماليزية. يقع في غورني درايف داخل منطقة الأعمال المركزية في المدينة، ويبلغ ارتفاعه 150 م (490 قدم) قدمًا، مما يجعله واحدًا من أطول ناطحات السحاب على طول الطريق الساحلي. تم الانتهاء من بنائه عام 2013، وتم بناؤه بواسطة Pulau Ceria، وهي شركة تابعة لشركة CA+ Associates.